# مزرعة رياح الزعفرانة
مزرعة رياح الزعفرانة هي محطة إنتاج كهرباء من الرياح وتقع في مدينة رأس غارب والتابعة لمحافظة البحر الأحمر. وتعد من أوائل المزارع التي تم إنشاؤها لإنتاج الطاقة من الرياح في مصر، وتبلغ مساحتها 120 كيلو متر مربع، وتنتج ثلث ما ينتجه السد العالى، وأنشأت على 8 مراحل بداية من عام 2000 حتى 2010، وتعد ثانى أكبر مزرعه في شرق إفريقيا بعد مزرعة رياح جبل الزيت التي تنتج 580 ميجا وات.
مزرعة الزعفرانة لإنتاج الكهرباء من طاقة الرياح بها 700 توربينة، وتنتج طاقة بكميات مختلفة. تم تمويل إنشاء محطة الزعفرانة بقروض ميسرة من الدنمارك وإسبانيا واليابان وألمانيا، وتم إنشاؤها بتكلفة 110 ملايين يورو، والمحطة تتبع بالكامل لهيئة الطاقة الجديدة والمتجددة.

## الموقع والرياح
تعد منطقة خليج السويس أفضل مكان على مستوى العالم لإنتاج الكهرباء من طاقة الرياح وتضم منطقة الزعفرانة وجبل الزيت، وذلك بسبب موقع جبال الحجاز بالسعودية ومقابلتها جبال سيناء وسلسلة جبال البحر الأحمر، مما يساهم في تكوين نفق يعمل على زيادة سرعة الرياح.

## العمر الافتراضي والتجديد
- في عام 2019، وقعت هيئة الطاقة الجديدة والمتجددة عقودا لإنشاء محطة توليد الكهرباء باستخدام الخلايا الشمسية بقدرة 50 ميجاوات بمنطقة الزعفرانة. بالتعاون مع بنك التعمير الألمانى من خلال قرض ميسر بقيمة 50 مليون يورو.[7][8]
- في عام 2020 قررت وزارة الكهرباء إنهاء عمل بعض التوربينات بمزرعة الرياح بالزعفرانة وتبلغ طاقتها 39 ميجاوات في عام 2021،وذلك بسبب نهاية العمر الافتراضي لها والذي يصل إلى 20 سنة.[9][10]